# Convenio Andrés Bello

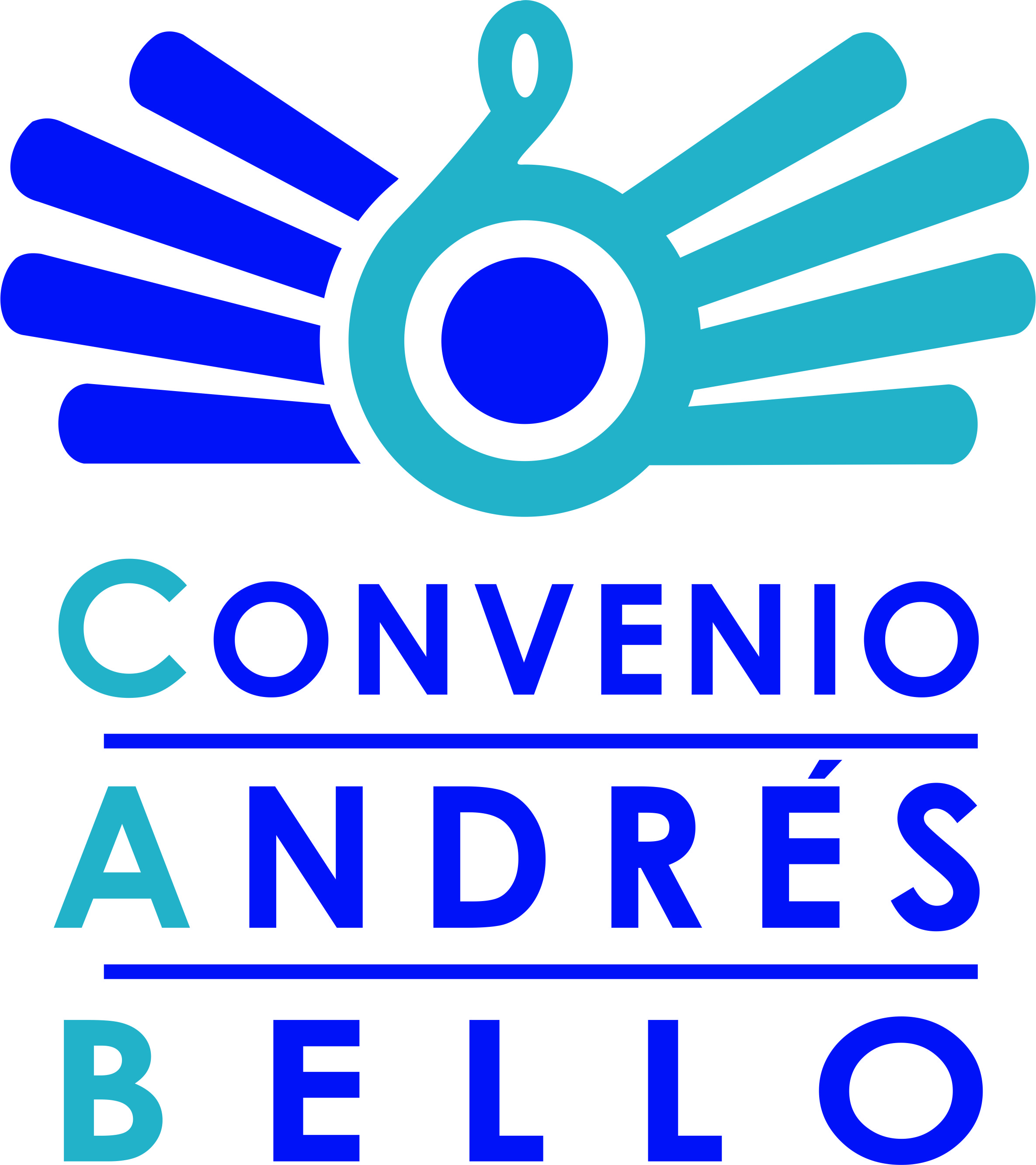
Logo Convenio Andrés Bello

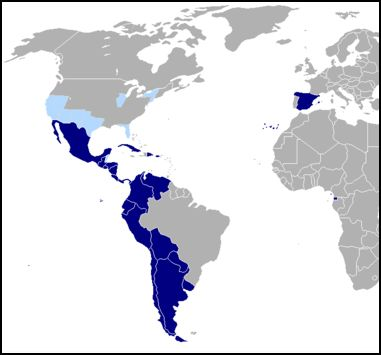
Países miembro del Convenio Andrés Bello

El Convenio Andrés Bello (CAB) es una organización intergubernamental de integración educativa, científica, tecnológica y cultural en el ámbito iberoamericano. Fue creada con el fin de contribuir al desarrollo equitativo, sostenible y democrático de los países miembros, a partir del Tratado suscrito en Bogotá, el 31 de enero de 1970, sustituido en Madrid en 1990.
Tiene como misión favorecer el fortalecimiento de los procesos de integración y la configuración y desarrollo de un espacio cultural común. A través de la puesta en marcha de proyectos emblemáticos, la promoción de políticas públicas y la generación de conocimientos de cada una de sus áreas de actuación.
Países firmantes: Bolivia, Chile, Colombia, Cuba, Ecuador, España, México, Panamá, Paraguay, Perú, República Dominicana y Venezuela.
Integrado por:

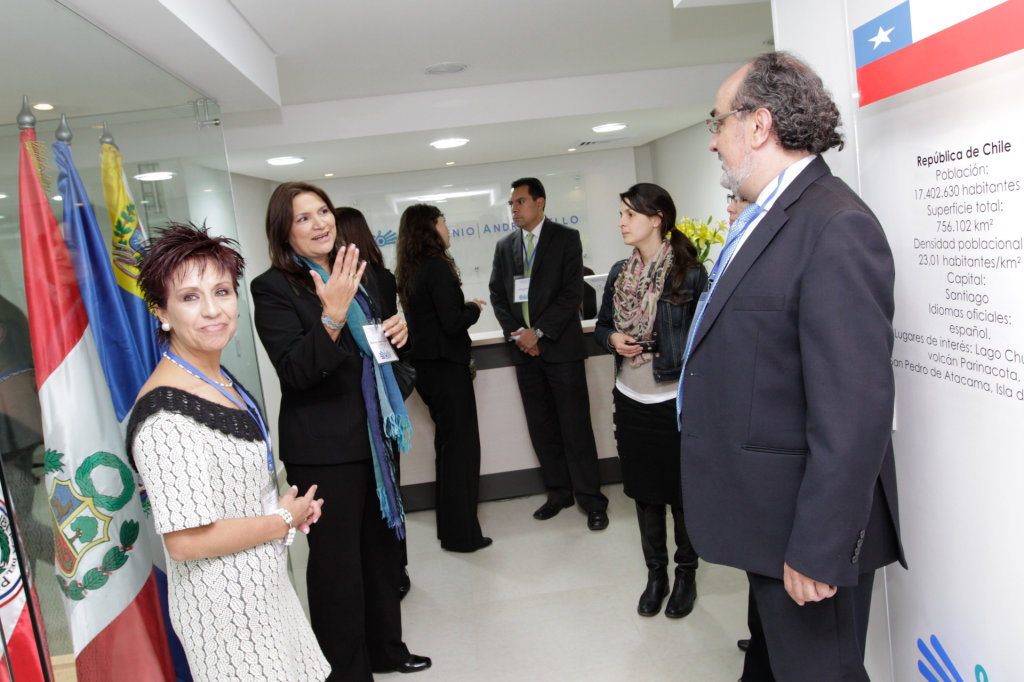
Secretaría Ejecutiva Convenio Andrés Bello

Secretaría Ejecutiva del Convenio (SECAB), órgano administrativo y ejecutivo. Ubicado en la ciudad de Panamá, República de Panamá a partir del año 2017.
Instituto Internacional de Integración (III), en La Paz, Bolivia.
Instituto Iberoamericano de Patrimonio Natural y Cultural (IPANC), en Quito, Ecuador.
Instituto de Transferencia de Tecnologías Apropiadas para Sectores Marginales (ITACAB), en Lima, Perú.

## Historia
A comienzos de junio de 1969, durante una reunión preparatoria del Consejo Interamericano de Educación, Ciencia y Cultura (CIECC), que se llevó a cabo en Puerto España (Trinidad y Tobago), Octavio Arizmendi Posada, ministro de Educación de Colombia, propuso a sus homólogos de los demás países andinos la iniciación de un esfuerzo conjunto en los campos educativo, científico y cultural. La iniciativa se concretó en la Declaración de Puerto España, documento en el cual se aceptó la realización de una reunión de ministros de Educación de la región andina “…para dar mayor fluidez y celeridad a obras comunes en la Educación, la Ciencia la Tecnología y la Cultura en general”.
La reunión del Consejo Interamericano de Educación, Ciencia y Cultura (CIECC) se realizó en Bogotá, Colombia, el 27 de enero de 1970 y el 31 del mismo mes, durante la sesión de clausura, se suscribió el Convenio que empezó a regir el 24 de noviembre del mismo año.
La Organización se vio fortalecida con el ingreso de Panamá en 1980, España en 1982 y Cuba en 1998. En el año 2001, con la adhesión de Paraguay, la organización se acercó a los países integrantes del Mercosur. En 2004, adhirió México y en el año 2006 lo hizo la República Dominicana. 
El sector educativo del Mercosur inició una cooperación con el Convenio Andrés Bello desde 1997 y los temas centrales de las reuniones entre ambos organismos se refieren al reconocimiento de estudios, títulos y grados, y a la enseñanza de la Historia y la Geografía.
En 1998 el Convenio comenzó a institucionalizar la participación de las universidades con la creación de las "Cátedras Andrés Bello". La primera reunión de coordinación se llevó a cabo en Bogotá en octubre de 1998 y en dicho encuentro el Secretario Ejecutivo manifestó el interés que han demostrado Brasil y Paraguay para adherirse al convenio. En esta ocasión se contó con la participación de la Universidad de Río de Janeiro[¿cuál?], Brasil, que tendrá a su cargo la Cátedra Andrés Bello sobre Juventud, Educación y Empleo.
El 14 de noviembre de 2007, en la Reunión Extraordinaria de Ministros de Educación del Convenio Andrés Bello, celebrada en Cartagena de Indias, Colombia, el Director de Cooperación Internacional de la Secretaría de Educación de la República Argentina, Miguel Vallone, hizo entrega oficial de la comunicación del Secretario de Educación de Argentina, Juan Carlos Tedesco, en la que solicita formalmente la adhesión de la República Argentina a la Organización Internacional del Convenio Andrés Bello.
En la última década el convenio sufrió una crisis administrativa y financiera que llevó a una  intervención de los países miembros. Fue en la Reunión Extraordinaria de Ministros de Educación del Convenio Andrés Bello (REMECAB) celebrada en París, Francia, el 8 de octubre de 2009, bajo la presidencia de Chile, se resolvió iniciar un periodo de funcionamiento extraordinario de la Secretaría Ejecutiva (SECAB) para llevar a cabo un proceso de reestructuración y regularización administrativa, financiera e institucional del organismo.
Este periodo extraordinario implicó la suspensión de las actividades regulares de la SECAB y del funcionamiento programático implementado por las Áreas Misionales de Educación, Ciencia y Tecnología y Cultura.
A finales de 2010 se convocaron a destacados académicos expertos a un proceso de reflexión para rescatar lo que la profesora Iris Vittini llamó el “carisma funcional” del Convenio, así como para asegurar su vigencia y proyección.
Esos aportes fueron fundamentales en el proceso de refundación del Convenio, cuya parte principal culminó en la XXV Reunión de Ordinaria de Ministros de Educación de la Organización del Convenio Andrés Bello, celebrada en Cartagena de Indias, el 27 de enero de 2012, donde se resolvió dar por finalizado el proceso de saneamiento legar y financiero del Convenio Andrés Bello y retomar las actividades ordinarias de la organización. 
En esa oportunidad, Chile hizo entrega de la presidencia a Ecuador y se eligió a la nueva Secretaria Ejecutiva, Mónica López Castro, quien tuvo la misión de relanzar la SECAB sobre bases sólidas y principios que los ministros establecieron como esenciales para asegurar la continuidad de la organización intergurbernamental de integración. 
Actualmente, el Convenio lleva más de cuarenta años de generación de conocimiento en las áreas de educación, cultura, ciencia y tecnología y propone una nueva etapa en la que su línea política de actuación tenga como principio orientador y fundamento, la construcción de una ciudadanía basada en la ética como mayor expresión para una verdadera cultura de la democracia y en el que el Diálogo de Saberes, se constituya en estrategia privilegiada.

## Países miembros del CAB
Fecha de actualización: 6 de octubre de 2014
| Países miembros del CAB | Países miembros del CAB | Países miembros del CAB | Países miembros del CAB              |                                                                      |
| ----------------------- | ----------------------- | ----------------------- | ------------------------------------ | -------------------------------------------------------------------- |
| País                    | Capital                 | № de habitantes         | Moneda                               | Ministerio de Educación                                              |
| Bolivia                 | La Paz                  | 11,35 millones (2018)   | Boliviano                            | minedu.gob.bo/                                                       |
| Colombia                | Bogotá                  | 49,65 millones (2018)   | Peso colombiano                      | mineducacion.gov.co/                                                 |
| Chile                   | Santiago de Chile       | 18,73 millones (2018)   | Peso chileno                         | mineduc.cl/                                                          |
| Cuba                    | La Habana               | 11,34 millones (2018)   | Peso cubano, Peso cubano convertible | mined.gob.cu/                                                        |
| Ecuador                 | Quito                   | 17,08 millones (2018)   | Dólar estadounidense                 | educacion.gob.ec/                                                    |
| España                  | Madrid                  | 46,94 millones (2019)   | Euro                                 | educacionyfp.gob.es/                                                 |
| Panamá                  | Panamá                  | 4,177 millones (2018)   | Dólar estadounidense, Balboa         | meduca.gob.pa/ Archivado el 19 de agosto de 2020 en Wayback Machine. |
| México                  | Ciudad de México        | 126,2 millones (2018)   | Peso mexicano                        | .gob.mx/sep                                                          |
| Paraguay                | Asunción                | 6,956 millones (2018)   | Guaraní paraguayo                    | mec.gov.py/                                                          |
| Perú                    | Lima                    | 31,99 millones (2018)   | Sol                                  | minedu.gob.pe/                                                       |
| República Dominicana    | Santo Domingo           | 10,63 millones (2018)   | Peso dominicano                      | ministeriodeeducacion.gob.do/                                        |
| Venezuela               | Caracas                 | 28,87 millones (2018)   | Bolívar, Petro                       | autogestionrrhh.me.gob.ve/                                           |

## REMECAB
REMECAB: Reunión de Ministros de Educación de los Países Miembros
La Reunión de Ministros del Convenio Andrés Bello (REMECAB) es la autoridad superior de la Organización y está integrada por los Ministros de Educación de los países miembros.

## Secretaria Ejecutiva

### Mónica López Castro

Secretaria CAB

Psicóloga de la Universidad del Valle con Maestría en Educación de la Universidad Pedagógica Nacional de Colombia. Ha participado en diferentes cursos internacionales sobre formación de maestros, gestión educativa, evaluación de la educación y políticas de calidad de la educación. Ha sido formadora de maestros,  directivos docentes, y funcionarios de Ministerios de Educación  en planeación educativa, evaluación de aula y didáctica del lenguaje escrito. Se desempeñó durante más de ocho años como subdirectora y directora de Calidad de la educación Preescolar Básica y Media del Ministerio de Educación de Colombia, desde donde se encargó de liderar diferentes políticas públicas de mejoramiento de la calidad de la educación en evaluación de aprendizajes, formación de docentes y directivos, desarrollo curricular, gestión y planeación educativa, entre otros. Trabajó en la Secretaría de Educación de Bogotá, coordinando y liderando las políticas distritales desde la Subdirección de Relaciones con el Sector Educativo Privado.  Coordinó la revista “Alegría de Enseñar”, publicación de Educación de la Fundación FES que  el Ministerio de Colombia entregaba a todas sus escuelas del país. Fue directora de la División de Educación de la Fundación FES, ONG dedicada a proyectos sociales y educativos. Ha sido también profesora universitaria en las áreas de Desarrollo y Educación.

## Institutos internacionales
La finalidad de los Institutos es contribuir al logro de Objetivos del Convenio Andrés Bello de conformidad con lo establecido en el Tratado, la organización y demás textos fundamentales.

### Instituto Internacional de Integración (III)
El Instituto Internacional de Integración (I.I.I.) nació al amparo de la Resolución N.º 24 del 10 de abril de 1975, durante la VI Reunión de Ministros de Educación de los países signatarios del Convenio Andrés Bello, realizada en Viña del Mar – Chile. En la oportunidad, se estableció su sede en la ciudad de La Paz – Bolivia. El Instituto se creó como una entidad especializada con la función de contribuir al fomento de la integración mediante la investigación, formación y capacitación de recursos sobre la base de valores humanísticos universales.
existe la necesidad de avanzar más allá de los fines y objetivos que planteaba inicialmente la existencia de la institución, y buscar mecanismos para promover, en la línea de la integración, el desarrollo social y la mejora de la calidad de vida de todos los países que forman parte del Convenio, en concordancia con la naturaleza, fines y objetivos del CAB, que se define como una:
Organización internacional de carácter intergubernamental, cuya misión es favorecer el fortalecimiento de los procesos de integración y la configuración y desarrollo de un espacio cultural común. Busca generar consensos y cursos de acción en cultura, educación, ciencia y tecnología, con el propósito de que sus beneficios contribuyan a un desarrollo equitativo, sostenible y democrático de los países miembros[1]
En los años precedentes, el Instituto se centró sobre todo en a) Preparación de especialistas de alto nivel y b) Programas de extensión formativa e informativa, implementación de un Curso de Especialidad en Relaciones Internacionales e Integración, el desarrollo del área de Educación en fronteras para la integración, y diversas actividades de orden cultural. Sin embargo, este enfoque no resultó significativo para el cumplimiento de su vocación institucional, la integración de los países firmantes del Tratado, tanto por el corto alcance de las actividades como por el hecho de que éstas se concentraron en Bolivia. En virtud de estos antecedentes, comenzó un proceso de reflexión acerca del sentido y la misión del Instituto. Sin desestimar el trabajo en integración, razón de ser del Instituto y del propio Convenio Andrés Bello, se trataba de reorientar el lineamiento institucional en una nueva vertiente.
Es así como, finalmente, la XXIII Reunión de Ministros de Educación del Convenio Andrés Bello, realizada el 19 y 20 de octubre del 2006 en Asunción – Paraguay, optó por transformar al Instituto en una instancia de investigación. La Resolución asumida entonces establece puntualmente: Art. 2º. Instar a la Secretaría Ejecutiva para que en forma conjunta con el Ministerio de Educación y Cultura de Bolivia, elabore una propuesta de trasformación del actual Instituto Internacional de Integración (III) de la Organización del CAB en un Instituto de Investigación con énfasis en los siguientes campos programáticos: a) investigación en alfabetización; b) investigación pedagógica; y c) investigación en interculturalidad. (Resolución de la XXIII REMECAB N.º 16/2006)
FINALIDAD
Es la transformación institucional emprendida por el Instituto se guía por las siguientes finalidades: a. Desarrollar una Política de Coordinación y Comunicación permanente con la SECAB, las SENCAB y los otros dos Institutos del Convenio de modo de posibilitar un flujo continuo para avanzar en proyectos conjuntos que consoliden el proceso de integración. Proponer, diseñar, coordinar, ejecutar y realizar diagnósticos prospectivos en el ámbito de la investigación educativa, con la finalidad de contribuir desde ella a generar conocimiento nuevo y pertinente capaz de fortalecer los procesos de integración de los países signatarios del Tratado y de los pueblos que los habitan, en el marco del lineamiento del CAB de educar para la integración.   Publicar, difundir y promover de forma amplia los resultados de investigación, a través de una línea editorial, para fortalecer la formación del profesorado perteneciente a los distintos países signatarios.   Formar recursos humanos en investigación educativa para la integración a través de acciones diversas que van desde la pasantía y la capacitación, hasta la implementación de cursos de postgrado conjuntamente las distintas universidades que integran la red del Convenio Andrés Bello.   Consolidar desde la investigación el apoyo al trabajo del Ministerio de Educación y Culturas de Bolivia en razón de su condición de país sede. Por el espíritu rector que lo guía, está al servicio de los países signatarios del Convenio Andrés Bello y de los pueblos que lo integran, y se propone trabajar en y para la educación de manera conjunta con los actores sociales. Con esta nueva filosofía, se espera tener logros inmediatos más significativos socialmente.
IIICAB
Su finalidad es consolidar la integración a partir de la educación, mediante la investigación social, tomando en cuenta diferentes áreas temáticas para tratar de abarcar la mayor cantidad de problemas educativos que presentan nuestros países. La investigación social que se propone debe ser por ello necesariamente activa, participativa y colaborativa, orientada a la inclusión de los actores sociales que desarrollan los procesos educativos (formales e informales), en un proceso continuo, social y cultural,. De ese modo, se busca que las investigaciones resultantes, al ser significativas y pertinentes, respondan de manera más efectiva a los procesos de transformación social en escala internacional, regional y local, así como a los problemas educativos prioritarios.
En ese orden, las finalidades específicas de la investigación educativa para la integración son:
1. Diseñar escenarios prospectivos que orienten políticas educativas de Estado para la transformación social autosustentable y solidaria de los Pueblos.
2. Contribuir con el avance científico, técnico, intercultural, social y humano, a través de la educación popular, de los países del CAB.
3. Reorientar la formación de recursos humanos de alto nivel, de acuerdo con las necesidades de los países del CAB.
4. Valorizar, a través de prácticas educativas contextualizadas, críticas y reflexivas, las experiencias de vida sociales, culturales, ambientales y humanas de los pueblos.
5. Analizar la naturaleza del conocimiento necesario para la construcción de un sistema sociopolítico inclusivo, equitativo, humano, ecológico, participativo, intercultural, descolonizador y transformador.
6. Fomentar los procesos de integración solidarios y el desarrollo social, mediante acciones educativas concretas de los pueblos.
7. Apoyar, diseñar, ejecutar y evaluar investigaciones educativas en los diversos ámbitos de los Sistemas Educativos de todos los países signatarios del CAB.
8. Difundir, a nivel nacional e internacional, la producción científica educativa lograda a través de los diversos proyectos educativos y de integración del IIEP.
9. Fortalecer y promover las iniciativas de transformación educativa de los países miembros del CAB con miras a lograr la integración y transformación social, en el marco de la ética, la justicia y el reconocimiento de los saberes de los pueblos originarios y grupos excluidos.

En resumen, es una organización internacional de carácter intergubernamental, cuya misión es favorecer el fortalecimiento de los procesos de integración y la configuración y desarrollo de un espacio cultural común. Busca generar consensos y cursos de acción en cultura, educación, ciencia y tecnología, con el propósito de que sus beneficios contribuyan a un desarrollo equitativo, sostenible y democrático de los países miembros del Convenio Andrés Belo, se consolida la integración a partir de la educación, mediante la investigación social en diferentes áreas temáticas para tratar de abarcar la mayor cantidad de problemas educativos que se presentan en los países miembros. Se ubica en la avenida Sánchez Lima Nro 2146 Zona Sopocachi. La Paz-Bolivia https://web.archive.org/web/20151222082212/http://www.iiicab.amisis.org/

### Instituto Iberoamericano de Patrimonio Natural y Cultural (IPANC)
Promueve el sentido de la identidad y la interculturalidad en los países miembros, ejecuta proyectos sobre patrimonio natural y cultural, apoya al pensamiento académico, proporciona información cultural para los sistemas educativos y presta asistencia técnica para la construcción de un espacio cultural común. Sede en Quito, Ecuador http://www.ipanc.org/

### Instituto de Transferencia de Tecnologías Apropiadas para Sectores Marginales (ITACAB)
Formula y ejecuta programas que difunden y transfieren modelos tecnológicos a diferentes ubicaciones geográficas y ámbitos culturales para la superación de la pobreza y el desarrollo sostenible de los países miembros. Ubicado en Lima, Perú http://www.itacab.org/
En cada país miembro del CAB existe una Secretaría Nacional, encargada de la coordinación y el enlace con el CAB, así como contribuir con la Secretaría Ejecutiva a la articulación y seguimiento de todas las actividades de la Organización en el respectivo país. Está integrada por el Ministro de Educación quien es su presidente y por el Secretario Nacional que este designa.

## Homologación de títulos universitarios
Cuando el país sea también firmante del Convenio de La Haya, se podrá utilizar el procedimiento establecido por este para la homologación.